# Organizacja Współpracy Łączności
Organizacja Współpracy Łączności (OWŁ) (ros. Организация Сотрудничества Связи) – organizacja powołana w Moskwie w 1957 roku w celu realizacji porozumienia dotyczącego współpracy krajów socjalistycznych w dziedzinie telekomunikacji i poczty.
Zadaniami organizacji były:
1. polepszanie eksploatacji i rozszerzenie połączeń telefonicznych i telegraficznych,
2. udoskonalanie istniejących sieci telekomunikacyjnych i pocztowych,
3. opracowywanie wymagań technicznych i norm na urządzenia łączności,
4. koordynacja działalności w zakresie współpracy naukowo-technicznej i prac naukowo-badawczych z dziedzin łączności.
Organizacja nie miała stałego organu wykonawczego. Działalnością organizacji kierowała Narada Ministrów Łączności poszczególnych państw członkowskich zbierająca się co dwa lata. W okresach pomiędzy naradami działalność organizacji zabezpieczała administracja łączności kraju, w którym miała zostać zwołana kolejna narada. W razie potrzeby zwoływano narady ekspertów. W PRL organem współdziałającym z Organizacją Współpracy Łączności była Komisja do Spraw OWŁ działająca przy Ministrze Łączności.

## Członkowie założyciele
- Ludowa Republika Albanii
- Ludowa Republika Bułgarii
- Chińska Republika Ludowa
- Republika Czechosłowacka
- Koreańska Republika Ludowo-Demokratyczna
- Mongolska Republika Ludowa
- Niemiecka Republika Demokratyczna
- Polska Rzeczpospolita Ludowa
- Rumuńska Republika Ludowa
- Węgierska Republika Ludowa
- Socjalistyczna Republika Wietnamu
- Związek Socjalistycznych Republik Radzieckich